# Linothele
Linothele é um gênero de Aranha da América do Sul que foi descrito pela primeira vez por Ferdinand Karsch em 1879.

## Espécies
Em maio de 2019, ele contém vinte e seis espécies:
- Linothele aequatorialis (Ausserer, 1871) – Colômbia, Equador
- Linothele annulifila (Mello-Leitão, 1937) – Brasil
- Linothele cavicola Goloboff, 1994 – Equador
- Linothele cousini (Simon, 1889) – Equador
- Linothele cristata (Mello-Leitão, 1945) – Brasil
- Linothele curvitarsis Karsch, 1879 (type) – Venezuela
- Linothele dubia (Caporiacco, 1947) – Guiana
- Linothele fallax (Mello-Leitão, 1926) – Brasil
- Linothele gaujoni (Simon, 1889) – Equador
- Linothele gymnognatha (Bertkau, 1880) – Brasil
- Linothele jelskii (F. O. Pickard-Cambridge, 1896) – Peru
- Linothele keithi (Chamberlin, 1916) – Peru
- Linothele longicauda (Ausserer, 1871) – Equador
- Linothele macrothelifera Strand, 1908 – Colômbia
- Linothele megatheloides Paz & Raven, 1990 – Colômbia
- Linothele melloleitaoi (Brignoli, 1983) – Colômbia
- Linothele monticolens (Chamberlin, 1916) – Peru
- Linothele paulistana (Mello-Leitão, 1924) – Brasil
- Linothele pukachumpi Dupérré & Tapia, 2015 – Equador
- Linothele quori Dupérré & Tapia, 2015 – Equador
- Linothele sericata (Karsch, 1879) – Colômbia
- Linothele sexfasciata (Schiapelli & Gerschman, 1945) – Venezuela
- Linothele soricina (Simon, 1889) – Venezuela
- Linothele tsachilas Dupérré & Tapia, 2015 – Equador
- Linothele yanachanka Dupérré & Tapia, 2015 – Equador
- Linothele zaia Dupérré & Tapia, 2015 – Equador